# Proechinophthirus
Proechinophthirus ist eine Gattung der Tierläuse, deren Vertreter als Ektoparasiten Ohrenrobben befallen. Typspezies ist Proechinophthirus fluctus.

## Merkmale
Der Vorderkopf ist sehr kurz, die Schläfenregion trägt lange gebogene Borsten (Setae). Der Thorax ist länger als breit, eine Sternalplatte ist nicht ausgebildet. Das erste Beinpaar ist stark reduziert und ohne Tibialdaumen, so dass sie nicht zum Festhalten geeignet ist. Das langgestreckte Abdomen ist mit kurzen Dornen und langen Borsten besetzt. Die männlichen Genitalien weisen eine breite, ungeteilte Basalplatte und frei hervorstehende Parameren auf. Das Fehlen von schuppenartigen Borsten an Thorax und Abdomen unterscheidet sie von anderen Gattungen der Familie.

## Arten
Zur Gattung gehören zwei Arten:
- Proechinophthirus fluctus, Wirte Nördlicher Seebär, Stellerscher Seelöwe
- Proechinophthirus zumpti, Wirt Südafrikanischer Seebär